# John Maubray
John Maubray (* 1700; † 17. Oktober 1732) war ein schottischer Arzt, der in London praktizierte und zu den frühen Lehrern von Hebammen und Geburtshelfern zählt. Aufgrund seiner Theorien erhielt er den Beinamen Sooterkin-Doctor.

## Leben
Trotz seiner kurzen Lebenszeit – er wurde nur 32 Jahre alt – gehörte er zu den prominenten und einflussreichen Medizinern im zeitgenössischen London.
Hinsichtlich Geburtshilfe folgte er den frühen Lehren des niederländischen Geburtshelfers Hendrik van Deventer (1651–1724); in seinem Werk The Female Physician von 1724 beschrieb er, dass Frauen unter gewissen Eindrücken oder Umständen Gefahr liefen, mausähnliche Kreaturen zu gebären. Maubray warnte schwangere Frauen auch vor einem allzu familiären Umgang mit Haustieren, der dazu führen könne, dass die Kinder diesen Haustieren ähnlich sehen. Maubray war einer der Gutachter im Fall der Mary Toft, die angeblich Kaninchen geboren hatte, was er als Beweis seiner Theorien ansah.